# Осоргин, Михаил Георгиевич
Михаи́л Гео́ргиевич Осо́ргин (2 июня 1929, Москва — 24 ноября 2012, Кламар, Иль-де-Франс) — священник Русской православной церкви, митрофорный протоиерей, настоятель храма святых Константина и Елены в Кламаре, почётный настоятель Свято-Николаевского ставропигиального прихода в Риме, клирик Корсунской епархии.

## Биография
Родился 2 июня 1929 году в Москве. Принадлежал к старинному дворянскому роду Осоргиных. Его отец Георгий Михайлович Осоргин, императорский кавалергард, в 1929 году был расстрелян в Соловецком лагере.
В 1931 году эмигрировал в Париж вместе с матерью Александрой, урождённой княжной Голицыной. На его формирование в детские годы большое влияние оказал дедушка, протоиерей Михаил Осоргин.
Окончил кадетский корпус. Обучался в Парижском Свято-Сергиевском богословском институте, где сблизился с видными представителями парижской богословской школы. Его однокурсниками были будущий патриарх Антиохийский Игнатий (Хазим), протопресвитер Александр Шмеман, протопресвитер Иоанн Мейендорф.
Около 30 лет работал в Африке как коммерческий деятель, занимался экспортом французской текстильной промышленности.
В 1978 году рукоположён в священный сан, был клириком Экзархата приходов русской православной традиции в Западной Европе в юрисдикции Константинопольского Патриархата. Назначили в храм преподобного Серафима Саровского в 15 округе, одновременно он окормлял все приходы при старческих русских домах.
В феврале 1987 года назначен настоятелем храма святого Николая в Риме. По словам его дочери Александры, «когда он только приехал служить в Рим, приход Свято-Никольского храма был очень маленьким — всего восемь человек. Какие-то эфиопы, старенькие русские эмигранты, может быть, ещё пара человек эмигрантов последней волны. Он поднял этот приход из ничего». Одновременно до 2000 года служил в церкви Рождества Христова во Флоренции в юрисдикции Западноевропейского экзархата Константинопольского Патриархата.
Застав в начале своего служения представителей «первой волны» русской эмиграции, в 1990-е годы отец Михаил совершал своё пастырское попечение уже о соотечественниках, прибывавших в Италию в это время со всего постсоветского пространства.
26 октября 2000 года на собрании Приходской общины Свято-Николаевского прихода в Риме абсолютным большинством голосов было принято решение о возвращении прихода во главе с его настоятелем протоиереем Михаилом Осоргиным в лоно Московского Патриархата, в связи с чем на имя Патриарха Московского и всея Руси были направлены соответствующие прошения Приходского совета и настоятеля. Во многом это произошло благодаря убеждению отца Михаила, что будущее русского Православия в Западной Европе — в объединении под омофором Патриарха Московского и всея Руси. 27 декабря 2000 года решением Священного Синода Свято-Николаевский приход был принят в юрисдикцию Русской Православной Церкви на правах ставропигии.
За переход был запрещён в священнослужении, но вскоре, по согласовании с Московским Патриархатом, прещение было снято.
В сентябре 2004 года был назначен почётным настоятелем Свято-Никольского прихода в связи с необходимостью проведения курса лечения и постоянным пребыванием вне Италии, передав настоятельство епископу Егорьевскому Марку.
В 2010 году в России вышел документальный фильм «Отец Михаил. История одной семьи», посвященный отцу Михаилу и его семье
В последние годы протоиерей Михаил нёс послушание настоятеля храма святых равноапостольных Константина и Елены в пригороде Парижа Кламаре.
О последних днях его жизни рассказала его дочь Александра Осоргина

Последнее время он очень страдал. Он даже говорил мне: «Я не знал, что можно так страдать». И вот, когда он уже умирал, вечером в пятницу, — а он отошёл в субботу, — мы сидели с ним в комнате, мама, Лиза и я. Ему дали обезболивающую таблетку. Он был в полузабытьи и вдруг стал говорить: «Надо на службу идти», — «Да-да, папа, пойдем». — "Какой красивый пасхальный стол вы накрыли! А хор готов? Свечи зажгли? Лампадки горят? Все, мы начинаем! Так, Александра, пой «Христос Воскресе»!

Скончался 24 ноября 2012 года в Кламаре после тяжёлой болезни на 84-м году жизни. Погребён на семейном кладбище в Кламаре.
Желал быть похороненным на Соловках, где погиб его отец. Как сказал его сводный брат Александр Трубецкой: «Пожелание отца Михаила о том, чтобы его похоронили на Соловках — там, где был убит его отец, конечно, будет выполнено. В среду, скорее всего, будет сделано временное захоронение во Франции, а затем мы займёмся вопросом перезахоронения на Соловках, мы уже продумываем это предприятие».

## Оценки
Елена Николаевна Чавчавадзе, снявшая об отце Михаиле фильм «Отец Михаил. История одной семьи», свидетельствовала о присущем ему даре любви: «В семье отца Михаила не раз случались трагедии, но пережить горе помогали любовь и единение всех её членов. И на панихидах, и на венчаниях они всегда были вместе. Выше этого ничего быть не может, ведь не зря Священное Писание называет семью малой Церковью. У отца Михаила четверо детей. Все русские люди, все говорят по-русски, и их дети тоже говорят по-русски, и все держатся вокруг Церкви, и это поразительно! Это маленькая модель русского мира, и, когда зритель видит такие живые примеры, ему не нужна никакая дидактика. Лучше сценария, чем тот, который находишь в жизни, придумать невозможно!»
Архимандрит Тихон (Шевкунов) после его смерти сказал, что протоиерей Михаил «был один из самых поразительных священников русского зарубежья. <…> Судьба его совершенно неординарна. И само служение было особым. Он очень многое сделал и для православных во Франции и в Италии. Он сохранял такие традиции, которые, надо сказать, никому кроме него не доверены. Например, это касается значительной части наследия отца Киприана Керна». Но самое главное, по его мнению, протоиерей Михаил «был необычайно духовной высоты человек, необычайной честности и высочайшей веры».